# Alberto Binaghi

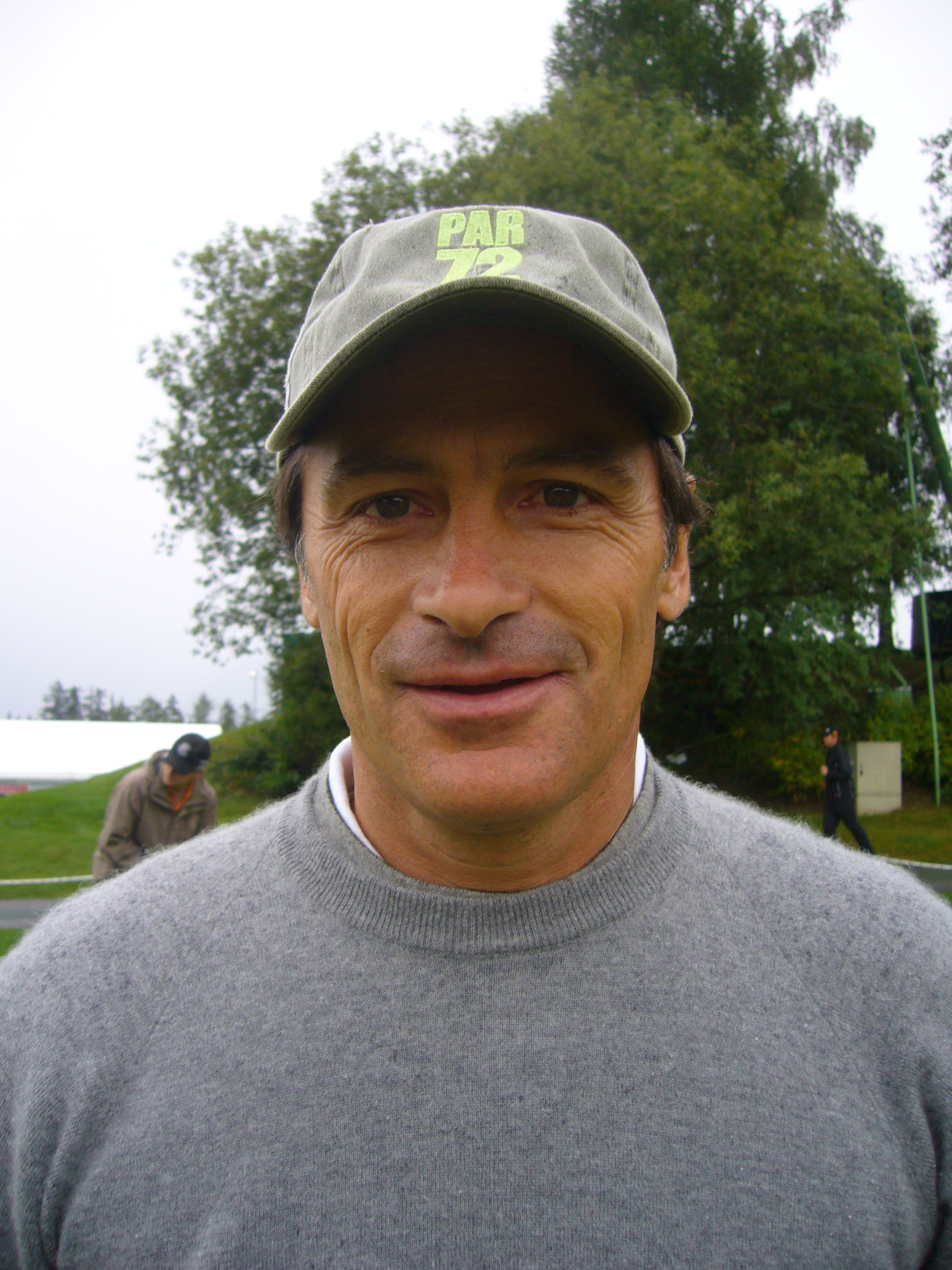
2008 in Crans

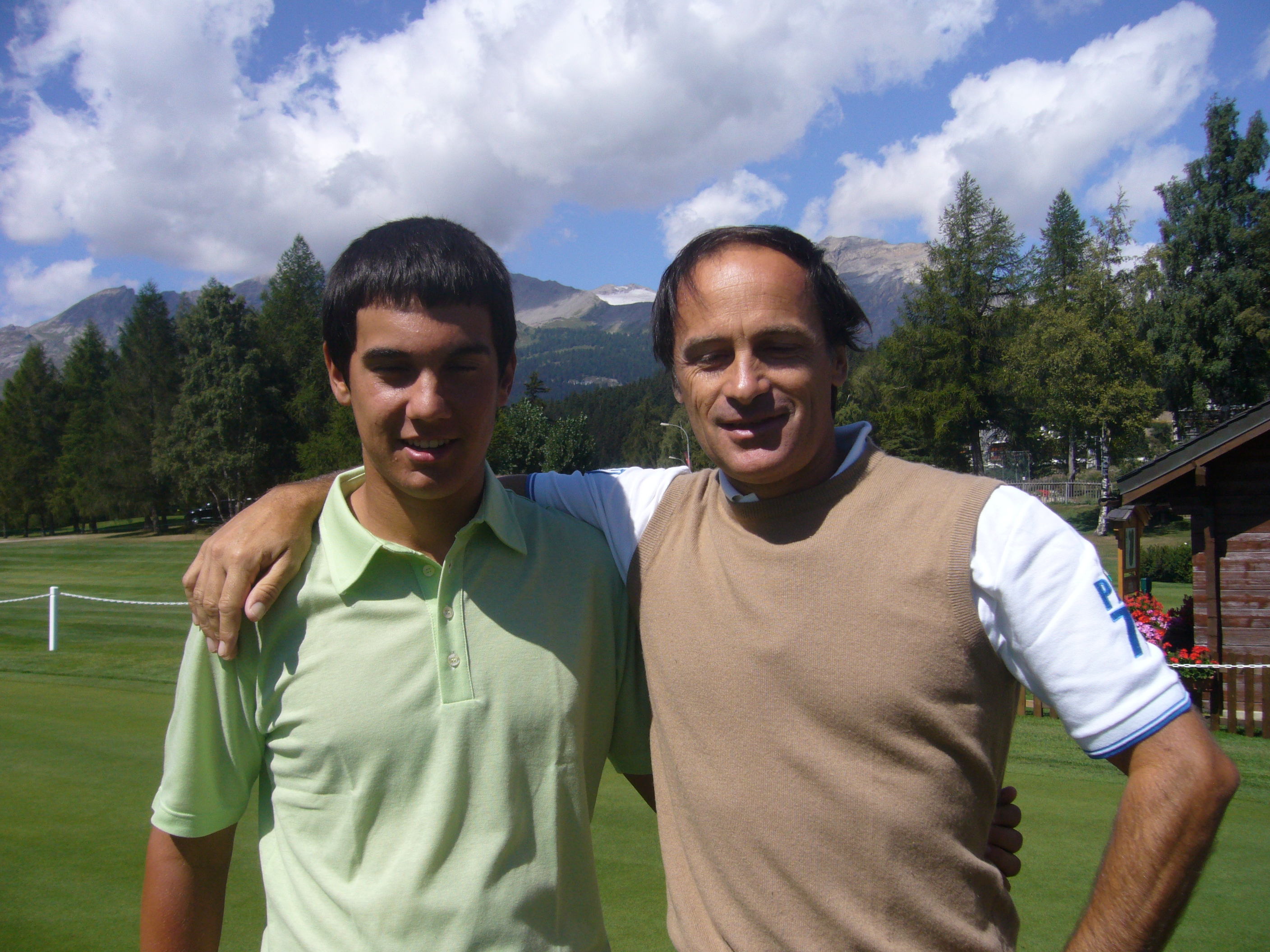
Matteo Manassero en Alberto Binaghi, 2009

Alberto Binaghi (Milaan, 22 december 1964) is een Italiaanse golfprofessional.

## Amateur
In 1984 en 1986 speelt Alberto de Eisenhower Trophy. In 1986 wint hij ook het Italiaans amateurkampioenschap en het Nationaal Kampioenschap. Daarna wordt hij pro en vertegenwoordigt Italië in de Alfred Dunhill Cup.

## Professional
Binaghi werd eind 1986 professional.

### Successen
In 1992 haalt hij voor het eerst een top 10-plaats op de Europese Tour, als hij Open Mediterrania op El Bosque in Valencia 7de wordt.
In 1994 wordt hij 8ste op het Murphy's Irish Open op Mount Juliet, maar houdt geen volle kaart voor 1995. Op de Challenge Tour in 1996 begint hij met een tweede plaats op de Is Molas Challenge in Sardinië en haalt nog vier top 10-plaatsen dus voor 1997 heeft hij weer een volle spelerskaart voor de Europese Tour van 1998. In 1999 wordt hij 4de bij het Madeira Island Open maar sindsdien concentreert hij zich meer op zijn leven in Italië.

### Bliksem
Tijdens de Qualifying School op Real Club de Golf Guadalmina aan de Costa del Sol in 1997 wordt de 31-jarige Italiaan door de bliksem getroffen terwijl hij een schuilplaats zoekt. Het duurt zes maanden voordat hij totaal hersteld is. Hij haalt toch zijn kaart en speelt zestien jaar op de Europese PGA Tour, beginnend in 1988, en soms ook op de Challenge Tour.

### Bondscoach
Binaghi is sinds februari 2006 hoofd van de Eagle Golf School op Golf Club Monticello in Cassina Rizzardi waar onder andere Andrea Cañete, Francesco en Edoardo Molinari, Lorenzo Gagli en Andrea Pavan lesgeeft. Hij is ook jeugdtrainer bij de Italiaanse Federatie. Als dusdanig heeft hij onder andere Matteo Manassero onder zijn hoede. Matteo was op 16-jarige leeftijd de jongste winnaar van het Brits amateurkampioenschap, waarbij Binaghi zijn caddie was. Manassero werd daarna pro en behaalde op 17-jarige als jongste ooit zijn eerste overwinning op de Europese Tour.

## Fujitsu Siemens Team Challenge
In 2001 vormt Fujitsu Siemens Computers een team met 36 veelbelovende spelers: 15 van de Europese PGA Tour en 21 van de European Challenge Tour. Hierin zitten naast Alberto Binaghi ook onder andere Maarten Lafeber, Robert-Jan Derksen, André Bossert en Paolo Quirici. Het team komt onder leiding te staan van Bernhard Langer.

### Gewonnen
- 1989: Cerutti Open op de Magara Golf
- 1999: San Paolo Vita Open op de Magara Golf

### Teams
- Alfred Dunhill Cup: 1986, 19??, 19?? en 19??
- World Cup of Golf: 2x

## Trivia
- Binaghi en zijn vriendin hebben in mei 2007 een zoontje gekregen, Giovanni.